# پورتوفرایو
پورتوفرایو (به ایتالیایی: Portoferraio) یک کومونه در ایتالیا است که در استان لیورنو واقع شده‌است.

## خصوصیات
پورتوفرایو ۴۷٫۴۶ کیلومترمربع مساحت و ۱۲٬۱۳۶ نفر جمعیت دارد و ۴ متر بالاتر از سطح دریا واقع شده‌است.